# BEMANI
Bemani (ビーマニ?) (también estilizado como BEMANI) es el nombre de la marca de simulación de videojuegos musicales de Konami. Originalmente, la compañía se llamaba Games & Music Division (G.M.D) hasta que fue cambiado en honor a su primer videojuego exitoso, beatmania en 1997. Su nombre, Bemani, es una abreviación silábica de beatmania. Siguiendo el éxito del mismo, la línea fue expandida con otros títulos videojugabilísticos a través de los años.
Hay una versión del logo más colorida, siendo creado en 2004. Este logo alterno es utilizado únicamente para algunos títulos previamente seleccionados:
- Desde pop'n music 12 いろは a la actualidad, incluyendo sus versiones CS y ポップンリズミン.
- Toy's March
- DanceDanceRevolution Winx Club y DanceDanceRevolution MUSIC FIT.
- ミライダガッキ FutureTomTom

## Eventos de bemani

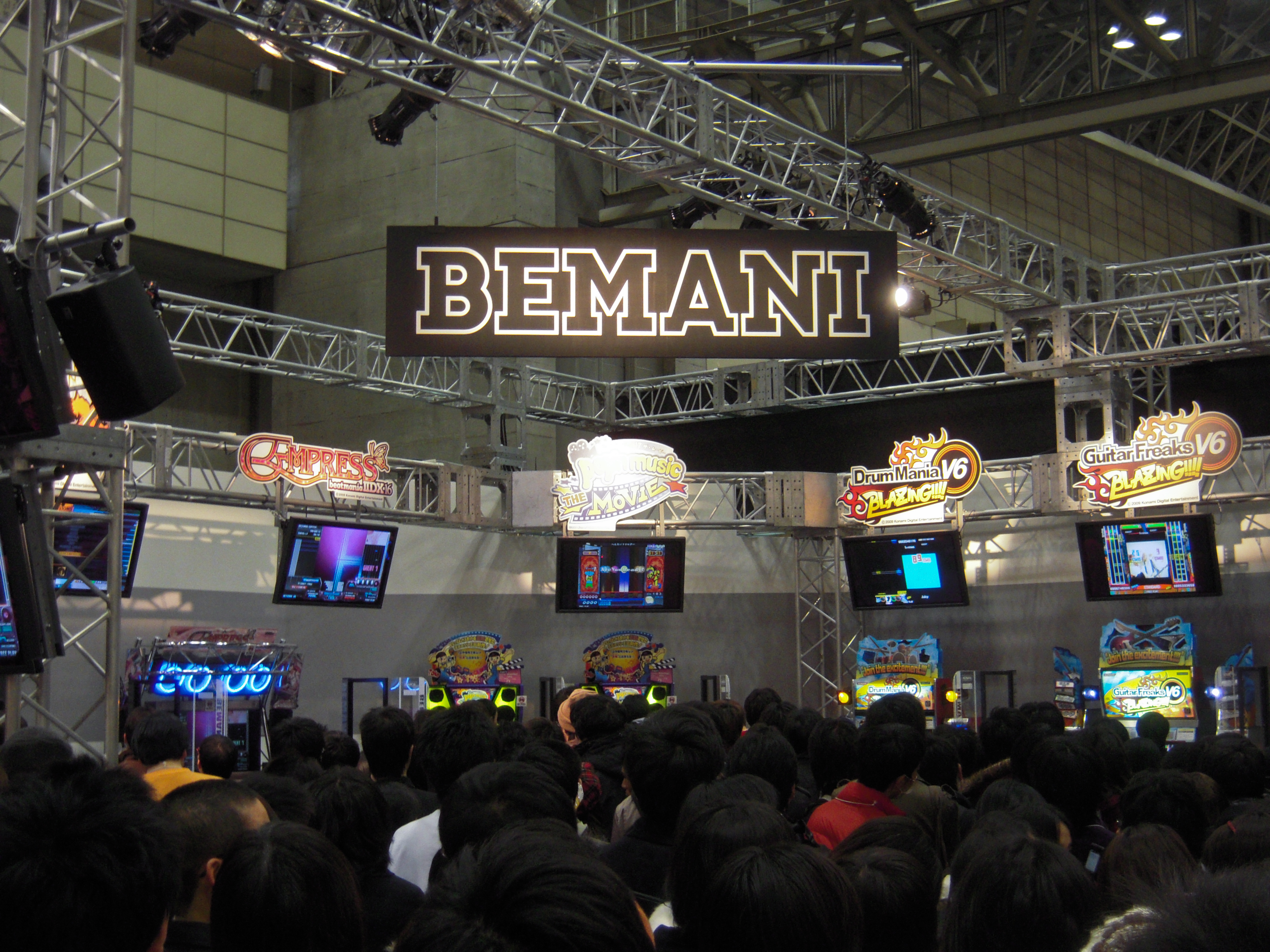
Muchos de los eventos que inaugura Konami, incluido el torneo KAC, suelen también exponer varios juegos de Bemani.

Konami a menudo, tiene y ha tenido varios eventos involucrando uno o más de sus juegos de Bemani. Algunos de ellos son:

### KONAMI Arcade Championship (KAC)
Creado en 2011, KONAMI Arcade Championship, es una competición anual presentado por Konami para algunos de sus videojuegos incluyendo los siguientes juegos arcade de Bemani: beatmania IIDX, DanceDanceRevolution, GITADORA, jubeat, pop'n music, REFLEC BEAT (hasta finales de 2016), SOUND VOLTEX (desde 2012), DanceEvolution ARCADE (2012-2016), BeatStream (2014 y 2015), ミライダガッキ FutureTomTom (2013 y 2014), Nostalgia (desde 2017 hasta 2023) y DANCERUSH (desde 2018).
Un segundo concurso, KAC Asia fue también inaugurado usando los títulos de Bemani en 2011. Sin embargo, los siguientes años, el concurso fue fusionado con el KAC original.

### BEMANI PRO LEAGUE
Creado en 2020, BEMANI PRO LEAGUE también es una competición anual presentado por Konami, pero se enfoca exclusivamente en juegos Bemani.

## Otros medios de comunicación

### BEMANI Pocket
BEMANI Pocket (ビーマニポケット bīmani poketto?) es un pequeño aparato portable creado por Konami en 1998 hasta 2001. En total, 26 versiones del aparato fueron creados cada uno con algún juego de Bemani de algunas de sus series como beatmania, DanceDanceRevolution, ParaParaParadise, pop'n music y GuitarFreaks.

### beatnation Records
beatnation Records es la marca de proyecto interno de grabación de música de bemani fundado en el 2006 por BEMANI Sound Team "dj TAKA". Una submarca, de nombre beatnation RHYZE, fue fundado en 2014 con artistas recién llegados de SOUND VOLTEX y otras pocas series de Bemani.

### BEMANI生放送(仮)
BEMANI生放送(仮) (Bīmani namahōsō (kari)?   Lit. BEMANI Live Stream), es una transmisión semanal de vídeos en vivo, el cual comenzó en 12 de septiembre de 2013. El kanji del título que se encuentra en paréntesis, 仮 (kari), significa temporal, indicando que el programa podía cambiar su nombre, sin embargo, lo ha conservado por varios años después de su debut. Solo en ciertos días importantes, Yuki Nakashima, el jugador estrella DOLCE. y varios comisionados cubren las más últimas noticias sobre el mismo para cada una de las series en actividad. El programa es comúnmente utilizado para revelar noticias exclusivas por primera vez. En diciembre de 2014, el logo usado en el programa fue renovado. Antes del conflicto interno de 2017, lo transmitía artistas BEMANI.

## Página oficial
Con el paso de los años, varios sitios web solían actuar como páginas oficiales para la empresa. En 2007 hasta 2010, dos sitios web sirvieron como fuentes principales de información sobre BEMANI; BEMANI Portal, el cual cubría los lanzamientos de sus videojuegos, y BEAT REVOLUTION / BEMANI MUSIC FOUNDATION, el cual cubría el contenido de sus canciones. Desde 2012. BEMANI Fan Site se volvió la única página web para la marca de BEMANI.

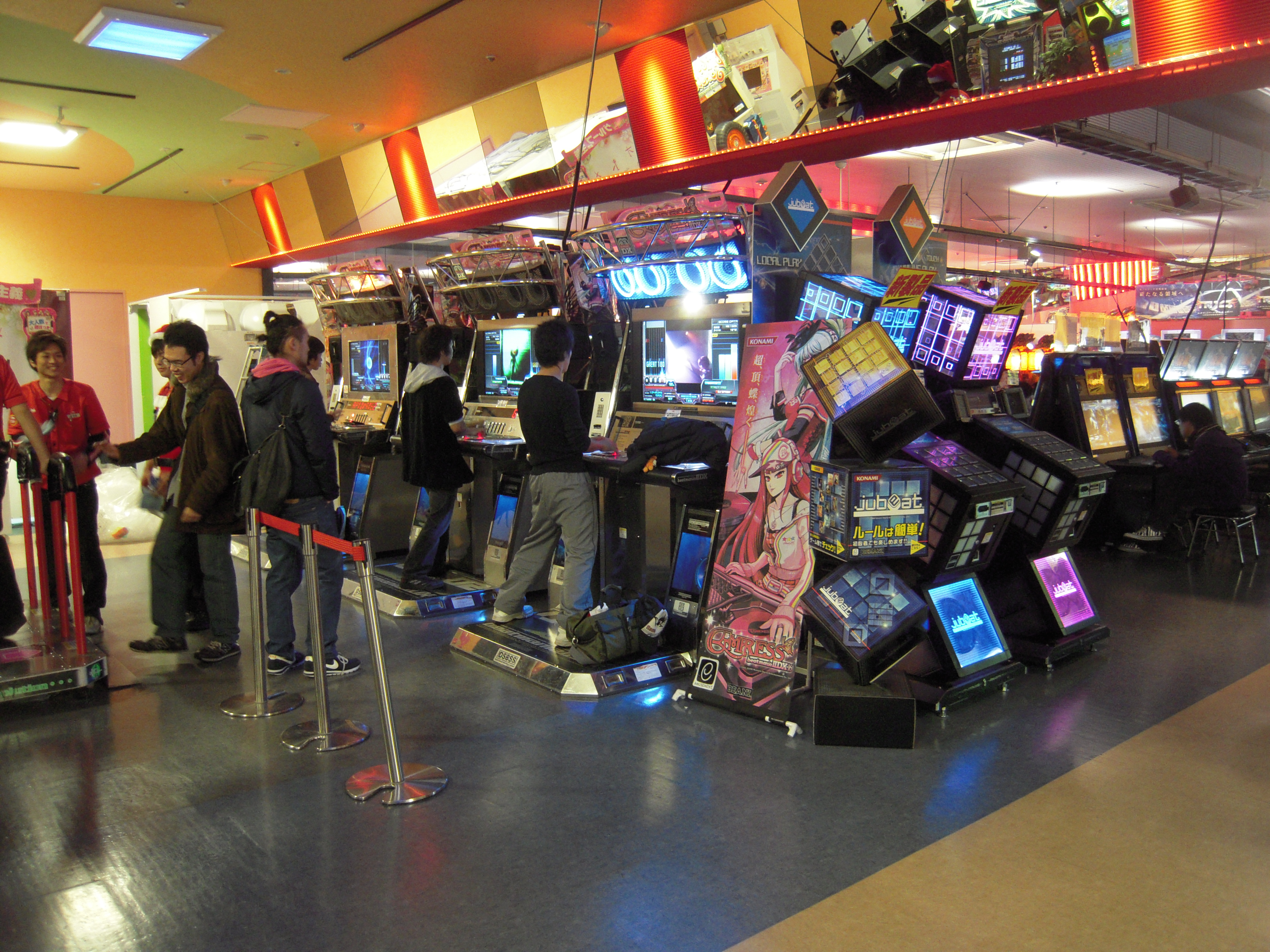
Taito Station Takadanobaba es una de las tiendas que tiene varios videojuegos de Bemani.

### BEAT REVOLUTION
Lanzado en 2006, BEAT REVOLUTION fue la primera colaboración entre i-revo (Internet Revolution) y BEMANI. El objetivo de la página fue cubrir los aspectos musicales de las series. Tuvo una sección aparte para varios artistas de Bemani, álbumes y discografías de los mismos y entrevistas especiales. El sitio web fue cerrado en agosto de 2007 cuando BEMANI MUSIC FOUNDATION tomó su lugar.

### BEMANI Portal
BEMANI Portal se lanzó el 25 de abril de 2007 como página central para todas los títulos de BEMANI. La primera versión del sitio web incluían únicamente noticias de sus títulos activos y sus enlaces web junto con  la tienda de KONAMIstyle y el servicio de コナミネット (KONAMI NET). En 2011, la página fue renovada y nuevas secciones fueron agregadas: Arcade Game, Game Soft, Mobile y Music. Finalmente, fue cerrado el 3 de enero de 2012, redirigiéndose en lugar de BEMANI Fan Site.

### BEMANI MUSIC FOUNDATION
Bemani Music Foundation debutó en septiembre de 2007 como un reemplazo de BEAT REVOLUTION. La página era muy similar a su predecesor, actuando como un repertorio para las canciones y artistas de Bemani. También tuvo un programa de radio llamado BEMANI RADIO. Finalmente, fue cerrado el 30 de junio de 2010 y la dirección se redirigió a Bemani Portal.

Logo alternativo de Bemani, utilizado en ciertos títulos.

### BEMANI Fan Site
Abierto el 30 de junio de 2011, BEMANI Fan Site es el reemplazo de BEMANI MUSIC FOUNDATION y desde 3 de enero de 2012 reemplazó a BEMANI Portal. El sitio web reintrodujo una sección de artistas musicales junto con un reporte especial acerca de varios eventos. También reanudó el programa de radio el cual fue renombrado como BEMANI Backstage. Tiempo después, aquel programa de radio por una transmisión semanal en vivo; BEMANI生放送(仮) en 2013. La página web fue renovada el 12 de diciembre de 2014, y se agregó una selección de música mensual, una lista de eventos de Bemani y también una página de introducción a todos sus principales videojuegos en actividad. En la página principal, hay una selección de música diaria caracterizando canciones de REFLECT BEAT, jubeat y beatmania IIDX. Las fechas de nacimiento de personajes de pop'n music dependiendo al mes también fueron incluidos. La sección de artistas fue eliminada el 2017 debido al conflicto interno entre Konami y los artistas BEMANI, dejando como artista el jugador estrella DOLCE. en ese entonces.

## Títulos
Bemani ha tenido varios títulos, desde varios que tuvieron una corta duración, hasta algunos que hasta hoy siguen vigentes:
| Título               | Lanzamiento inicial |
| Activos              | Activos             |
| -------------------- | ------------------- |
| beatmania IIDX       | 1999                |
| pop'n music          | 1998                |
| DanceDanceRevolution | 1998                |
| GITADORA             | 1998                |
| jubeat               | 2008                |
| REFLEC BEAT          | 2010                |
| SOUND VOLTEX         | 2012                |
| Nostalgia            | 2017                |
| DANCERUSH            | 2018                |
| Dance aRound         | 2022                |
| Polaris Chord        | 2024                |

Debido al conflicto interno, todas las series de videojuegos dejan de tener créditos y son desarrollados en su lugar por BEMANI Developers, las canciones son creadas por BEMANI Sound Team y todo el material gráfico (incluyendo videos) son creados por BEMANI Design Team. Además, todas las transmisiones de BEnama desde el inicio del conflicto interno fueron grabadas por el jugador estrella DOLCE., artistas comisionados u otros comentaristas.
| beatmania                                  | 1997-2002                                                     |
| beatmania III                              | 2000-2002 (solo versiones arcade)                             |
| DanceDanceRevolution Solo                  | 1999-2000                                                     |
| RAP FREAKS                                 | 1999 (cancelado)                                              |
| KEYBOARDMANIA                              | 2000-2001                                                     |
| ParaParaParadise                           | 2000-2001                                                     |
| Dance Maniax                               | 2000-2001                                                     |
| MAMBO A GO GO                              | 2001                                                          |
| Toy's March                                | 2005                                                          |
| DANCE 86.4 FUNKY RADIO STATION             | 2005                                                          |
| マリンバ天国                               | 15 de septiembre de 2005 (Única entrega)                      |
| ミライダガッキ FutureTomTom                | 2013-2015                                                     |
| DanceEvolution ARCADE                      | 2012-2016                                                     |
| BeatStream                                 | 2014-2017 (solo versiones arcade, sin parches de desconexión) |
| MÚSECA                                     | 2015-2018 (solo versiones arcade)                             |
| おといろは                                 | 2016 (cancelado)                                              |
| 彩響DJアニクラゲ (inicialmente Rizminance) | 2018 (cancelado)                                              |